# Енимероси (1986)
„Енимероси“ (на гръцки: «Ενημέρωση», в превод Информация) е гръцки вестник, издаван в град Лерин (Флорина), Гърция, от 1986 година.

## История
Вестникът започва да излиза в 1986 година. Първоначално се издава от редакционен комитет, а по-късно от Янис Николцанис и след него от Хараламбос Триандафилидис. По-късно вестникът спира. На негово място в 2000 година започва да излиза „Паратиритис“.